# Leotie
Leotie est un prénom féminin.

## Sens et origine du prénom
- Prénom féminin d'origine nord-amérindienne[1].
- Prénom qui signifie « fleur de prairie »[2].

## Prénom de personnes célèbres et fréquence
Très peu usité aux États-Unis
et en France.